# Apagón analógico

Mapa mundial del progreso de la transición a televisión digital (permanentemente actualizado):
Transición completada; todas las señales analógicas de televisión acabadas.
Transición casi completada; la mayoría de las señales analógicas de televisión acabadas.
Transición en progreso; transmitiendo señales analógicas y digitales.
Transición no planeada o iniciada, o está en etapas tempranas.
No hay información disponible.

Apagón analógico es el nombre con el que se conoce el cese de las emisiones analógicas de los operadores de televisión, para pasar a transmitir únicamente mediante señales digitalizadas. Hacia junio de 2022, la transición había sido completada en casi toda Europa, gran parte del Asia Oriental (incluyendo China) y Oceanía y varios países de África. En el continente americano, solo México, Honduras, Estados Unidos, Canadá, Costa Rica, Chile, algunos países caribeños, Guayana Francesa y Surinam completaron la transición hacia la señal digital.

## Historia
En Europa el apagón se inició en mayo de 2005 como fecha recomendada y el año 2012 como fecha límite para todos los países. Una vez completado el apagón analógico, es indispensable disponer de un televisor con un sintonizador digital, o en su defecto utilizar un sintonizador TDT (ATSC, ISDB-T o DVB-T) externo, que procese la señal digital y la envíe a un televisor que carezca de este, para poder sintonizar y ver la transmisión en la pantalla. A la vez, estos requieren una antena aérea que sintonice las frecuencias digitales y las entregue al sistema (antena UHF), pues las antenas de TV analógicas no captan la frecuencia de la TVD aun teniendo ya la televisión actual.
El proceso de transición es variable en cada país y en algunos está siendo implementado en etapas, como es el caso de India y el Reino Unido, donde sectores regionales tienen fechas diferentes para llevarlo a cabo. En otros países se realiza a nivel nacional, tal como lo hicieron los Países Bajos el 11 de diciembre de 2006.
UHF (siglas del inglés Ultra High Frequency, "frecuencia ultra alta") es una banda del espectro electromagnético que ocupa el rango de frecuencias de 300 MHz a 3 GHz. En esta banda se produce la propagación por onda espacial troposférica, con una atenuación adicional máxima de 1 dB si existe despegamiento de la primera zona de Fresnel. Debido a la tecnología utilizada, el nombre se usó en España también para referirse a La 2 de TVE hasta 1990, habiendo caído esta nomenclatura progresivamente en desuso en los últimos años.

## Apagones

### Línea cronológica
- 1996: Países Bajos (servicios satelitales)
- 1999: Rusia (servicios satelitales)
- 2001: Reino Unido e Irlanda (servicios satelitales), Malasia (televisión por cable)
- 2002: Islas Feroe, Malasia (servicios satelitales), Albania (servicios satelitales), Noruega (servicios satelitales)
- 2004: Suecia (servicios satelitales)
- 2005: Italia (servicios satelitales), Indonesia (servicios satelitales)
- 2006: Turquía (servicios satelitales), Luxemburgo, Países Bajos
- 2007: Finlandia (1 de septiembre), Andorra (25 de septiembre), Suecia (octubre), Suiza (noviembre)
- 2008: Alemania, Bélgica (Flandes) Dinamarca
- 2009: Estados Unidos (estaciones de máxima potencia; junio), Isla de Man (julio), Dinamarca y Noruega (diciembre)
- 2010: Bélgica (Valonia), Croacia, Estonia, Guernsey, Jersey, Japón (parte nororiental de la prefectura de Ishikawa), Letonia, Luxemburgo (televisión por cable y satélite), San Marino, Eslovenia, España, Reino Unido (Gales)
- 2011: Austria, Canadá (grandes ciudades), Chipre, Francia, Israel, Japón (excepto en prefecturas afectadas por el terremoto), Malta, Mónaco, Reino Unido (Escocia)
- 2012: Chequia, Gibraltar, Irlanda (televisión terrestre), Italia, Japón (Fukushima, Iwate, Miyagi), Lituania, Arabia Saudí, Catar, Emiratos Árabes Unidos, Jordania, Baréin, Portugal, Eslovaquia, Corea del Sur, Taiwán, Reino Unido (Inglaterra e Irlanda del Norte)
- 2013: Australia, Azerbaiyán, Bulgaria, Hungría, Macedonia del Norte, Mauricio, Nueva Zelanda, Polonia, Reino Unido (televisión por cable)
- 2014: Serbia, Islandia, Namibia, Argelia
- 2015: Bielorrusia, Brunéi, Grecia, Irán, Marruecos (banda UHF), México, Moldavia, Rumania (banda UHF), Ruanda, Kenia, Uganda, Ghana, Georgia, Estados Unidos (estaciones de baja potencia de clase A), Mongolia[2]
- 2016: Bermudas, Brasil (Distrito Federal y la ciudad de Rio Verde), China (CCTV), Burundi
- 2017: Brasil (ciertas áreas metropolitanas, como São Paulo y Río de Janeiro, entre otros), Filipinas (Light Network), Rumania (fase 2), Alemania (Unitymedia), Kirguistán, Brunéi[3]
- 2018: Brasil (grandes ciudades, todos los estados de Río de Janeiro y São Paulo), Rumania (banda VHF),[4] Rusia (primeros dos múltiplexes) (Óblast de Tver), Tailandia (la mayor parte de canales), Ucrania (la mayor parte de canales), Uzbekistán, Filipinas (RJ TV/2nd Avenue)
- 2019: Irlanda (televisión por cable), Rusia (primeros dos múltiplexes) (otras regiones), Chipre del Norte, Singapur,[5][6] India (fase uno), Moldavia (Transnistria), Bután (televisión por cable),[7] Costa Rica (zonas cubiertas por el volcán Irazu),[8] Sudáfrica, Malasia[9][10][11]
- 2020: Brasil (otras ciudades), Santos Domínguez (a partir del 26 de julio), China (estaciones comerciales), Ecuador (Quito y sus alrededores), Marruecos (banda VHF), Hong Kong, Macao, Tailandia (Canal 3), Uruguay, Venezuela (establecido mas no realizado), Moldavia (otros territorios), Sudán, Costa de Marfil, Vietnam,[12] Laos,[13] Pakistán,[14] Senegal
- 2021: Estados Unidos (estaciones de baja potencia), India (fase dos), Kazajistán, Costa Rica (resto del país).[15]
- 2022: Canadá (ciudades restantes), Indonesia (televisión terrestre),[16] Filipinas (BEAM TV),  Estados Unidos (Alaska) (estaciones de baja potencia)
- 2023: Panamá (a partir del 16 de enero en Ciudad de Panamá, Panamá Oeste y Colón), Camboya,[17]Filipinas (ciudades restantes),[18] India (última fase), Ecuador (a nivel nacional), Perú, (servicios satelitales), Paraguay (primera fase),[19]
- 2024: Argentina (primera fase),[20] Chile, Cuba, El Salvador, Perú (Lima y Callao)[21]República Dominicana (a partir del 31 de julio en el resto de país)
- 2025: Argentina (última fase), Brasil (resto del país), Indonesia (televisión por cable), Perú (resto del país),[21] Colombia (Zona sur del país a partir del 30 de marzo) [22]
- 2026: Colombia (Última Fase) [23] Paraguay (última fase), Bolivia

### Detalle del apagón analógico por país
| País                 | Primera emisión de TDT   | Inicio del apagón | Fin del apagón | Ref           |
| -------------------- | ------------------------ | --- | --- | ------------- |
| Alemania             | 1 de septiembre de 1997  | 11 de enero de 2002 | 1 de julio de 2008 |               |
| Andorra              |                          | | 25 de septiembre de 2007 |               |
| Argentina            | 21 de abril de 2010      | 1 de marzo de 2026 | 1 de junio de 2026 | [ 24 ]        |
| Australia            | 1 de enero de 2001       | 30 de junio de 2010 | 10 de diciembre de 2013 | [ 25 ]        |
| Austria              |                          | 5 de marzo de 2007 | 7 de junio de 2011 |               |
| Bélgica              |                          | 11 de marzo de 2008 | 3 de enero de 2010 |               |
| Brasil               | 2 de diciembre de 2007   | 29 de junio de 2016 | 30 de junio de 2025 |               |
| Bulgaria             |                          | 3 de enero de 2013 | 30 de septiembre de 2013 |               |
| Canadá               | enero de 2003            | 31 de agosto de 2011 | diciembre de 2022 |               |
| Canadá - Quebec      | 8 de julio de 2007       | 31 de agosto de 2011 | |               |
| Chile                | 14 de septiembre de 2009 | 13 de marzo de 2024 | 15 de abril de 2024 | [ 26 ]        |
| Colombia             | 28 de agosto de 2008     | 30 de marzo de 2025 | 31 de diciembre de 2026 | [ 27 ] [ 28 ] |
| Costa Rica           | 25 de mayo de 2010       | 14 de agosto de 2019 | 31 de enero de 2023 |               |
| Corea del Sur        |                          | | 26 de diciembre de 2012 |               |
| Croacia              | 13 de junio de 2002      | 26 de enero de 2010 | 10 de mayo de 2010 | [ 29 ]        |
| República Checa      |                          | | 30 de junio de 2012 |               |
| Dinamarca            | 3 de enero de 2003       | | 11 de enero de 2009 |               |
| El Salvador          | 22 de abril de 2009      | 21 de diciembre de 2018 | 1 de diciembre de 2024 | [ 30 ]        |
| Eslovaquia           |                          | | 31 de diciembre de 2012 |               |
| Eslovenia            |                          | | 30 de junio de 2011 |               |
| España               | 30 de noviembre de 2005  | 5 de abril de 2008 | 3 de abril de 2010 |               |
| Estados Unidos       | 29 de octubre de 1998    | 8 de septiembre de 2008 | 13 de julio de 2021 | [ 31 ]        |
| Estonia              |                          | | 7 de enero de 2010 |               |
| Finlandia            | 21 de agosto de 2001     | | 9 de enero de 2007 |               |
| Francia              | 31 de marzo de 2005      | 2 de febrero de 2010 | 29 de noviembre de 2011 | [ 32 ]        |
| Grecia               |                          | | 6 de febrero de 2015 |               |
| Guernsey             |                          | | 17 de noviembre de 2010 |               |
| Hungría              | 1 de diciembre de 2008   | 31 de julio de 2013 | 31 de octubre de 2013 | [ 33 ]        |
| India                |                          | 31 de marzo de 2012 | 31 de marzo de 2015 | [ 34 ]        |
| Irlanda              | 29 de octubre de 2010    | | 24 de octubre de 2012 | [ 35 ]        |
| Isla de Man          |                          | | 16 de julio de 2009 |               |
| Italia               |                          | | 4 de julio de 2012 |               |
| Japón                | 12 de enero de 2003      | 24 de julio de 2011 | 31 de marzo de 2012 | [ 36 ]        |
| Jersey               |                          | | 17 de noviembre de 2010 |               |
| Letonia              |                          | | 1 de junio de 2010 |               |
| Lituania             |                          | | 29 de octubre de 2012 |               |
| Oriente Medio        | 1 de enero de 2004       | | 13 de febrero de 2012 |               |
| México               | 1 de julio de 2004       | 1 de julio de 2013 | 31 de diciembre de 2015 | [ 37 ] [ 38 ] |
| República Dominicana | 10 de agosto de 2010     | 21 de noviembre de 2024 | 30 de septiembre de 2025 Región Este Fase 1 y Fase 2 Región Cibao 1 de diciembre de 2025 y 15 de diciembre de 2025 Región Sur | [ 39 ]        |
| Noruega              | 1 de septiembre de 2007  | 1 de marzo de 2008 | 1 de diciembre de 2009 |               |
| Países Bajos         |                          | | 12 de noviembre de 2006 |               |
| Paraguay             | 15 de agosto de 2011     | 7 de julio de 2023 | 31 de diciembre de 2026 | [ 40 ]        |
| Perú                 | 30 de marzo de 2010      | IV trimestre 2021 (Territorio I) IV trimestre 2022 (Territorio II) IV trimestre 2023 (Territorio III) IV trimestre 2025 (Territorio IV) IV trimestre 2027 (Territorio V) | IV trimestre 2024 (Territorio I) Los demás territorios se fijarán por resolución ministerial.                                 | [ 41 ]        |
| Polonia              | 30 de septiembre de 2010 | 7 de noviembre de 2012 | 23 de julio de 2013 |               |
| Portugal             |                          | | 26 de abril de 2012 |               |
| Reino Unido          | 10 de enero de 1998      | 17 de octubre de 2007 | 24 de octubre de 2012 | [ 42 ]        |
| Serbia               |                          | septiembre de 2014 | 7 de junio de 2015 |               |
| Sudáfrica            | 1 de noviembre de 2008   | | 1 de diciembre de 2013 | [ 43 ]        |
| Suecia               | 1999                     | 19 de septiembre de 2005 | 29 de septiembre de 2007 |               |
| Suiza                |                          | 1 de junio de 2006 | 1 de enero de 2008 |               |
| Túnez                |                          | | 2015 | [ 44 ]        |
| Uruguay              | 9 de agosto de 2012      | 21 de noviembre de 2015 | 1 de diciembre de 2025 | [ 45 ]        |

#### Transición completa
- Luxemburgo: (1 de septiembre de 2006) fue el primer país del mundo en realizar la transición completa a la emisión digital.
- Países Bajos: (1 de diciembre de 2006).
- Finlandia: (1 de septiembre de 2007)[46]
- Andorra: (25 de septiembre de 2007)[47]
- Suecia: (15 de octubre de 2007). El apagón analógico empezó en la isla de Gotland el  15 de septiembre de 2005.
- Suiza: (26 de noviembre de 2007). El apagón analógico se completó en primer lugar en el Cantón del Tesino el  24 de julio de 2006.
- Bélgica: (3 de noviembre de 2008) La región de Flandes, donde la cobertura digital alcanzaba ya el 99 %, anunció que el apagón analógico se realizaría el  31 de diciembre de 2008. Sin embargo, en Valonia, todos los servicios analógicos terminaron el  1 de marzo de 2010.
- Alemania: (1 de julio de 2008). El apagón analógico empezó en Berlín el  4 de agosto de 2003, Bremen y Hamburgo.
- Isla de Man: Completó el apagón analógico el  16 de julio de 2009.[48]
- Dinamarca: (1 de noviembre de 2009). Los servicios analógicos fueron desconectados en la medianoche de ese día.
- Noruega: (1 de diciembre de 2009). La desconexión de las transmisiones analógicas se inició en marzo de 2008.
- España: (3 de abril de 2010). El apagón analógico se completó en primer lugar en Fonsagrada el  5 de abril de 2008, dentro del Plan Nacional de Transición a la Televisión Digital Terrestre. Excepcionalmente, y exclusivamente en Navarra, ETB1 y ETB2 continuaron sus emisiones en analógico hasta el año 2016: ETB2 hasta el 5 de mayo, y ETB1 hasta el 27 de septiembre (inicio de las emisiones en TDT), aunque en este último caso solo en la Cuenca de Pamplona.[49][50][51]

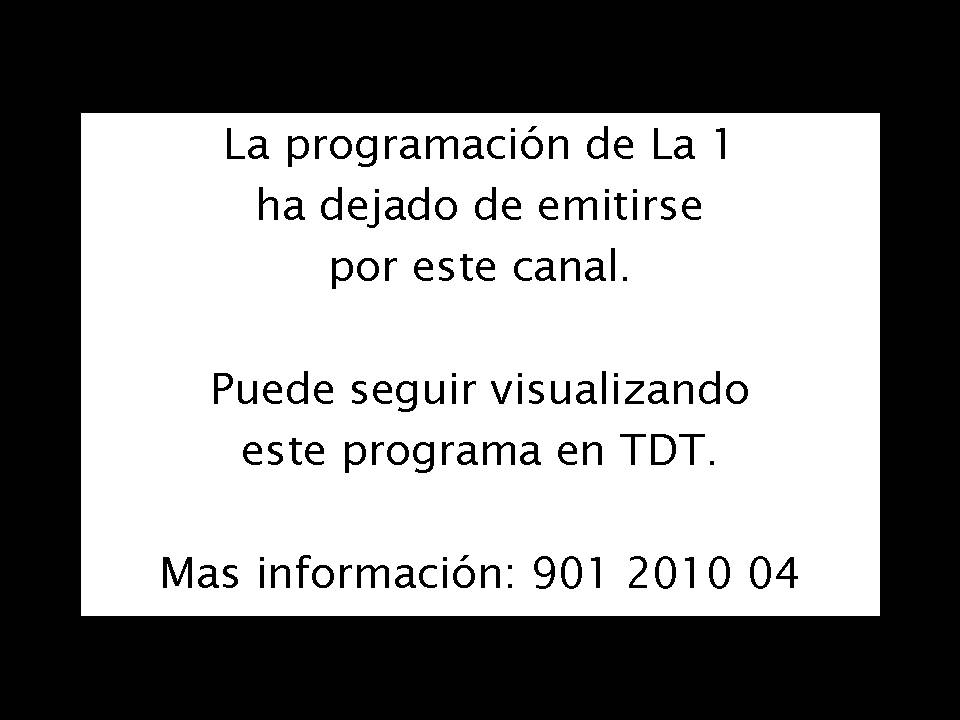
Rótulo de aviso mostrado en las emisiones de televisión analógica de España después del apagón.

- Letonia: (1 de junio de 2010). La desconexión de las transmisiones analógicas se hizo en junio.
- Estonia: (1 de julio de 2010). El apagón analógico finalizó en julio.
- Croacia: (5 de octubre de 2010). Las emisiones analógicas de televisión finalizaron y pasaron a ser digitales.
- Guernsey y  Jersey: (17 de noviembre de 2010).
- Eslovenia: (1 de diciembre de 2010). El apagón se realizó completamente el primer día de diciembre.
- Israel: El apagón analógico en marzo de 2011. No hay emisión en analógico en Israel.
- Austria: (7 de junio de 2011). El apagón analógico empezó el  5 de marzo de 2007.[52]
- Quebec: (24 de agosto de 2011). La desconexión de las transmisiones analógicas se inició en agosto de 2011.
- Malta: (31 de octubre de 2011).
- Francia: (30 de noviembre de 2011). Se completó el apagón analógico tanto en París como en otros lugares.
- Japón: (31 de marzo de 2012). En el 24 de julio de 2010, las señales analógicas fueron apagadas en el norte de la prefectura de Ishikawa. Se apagaron todas las señales analógicas en el resto de Ishikawa y 43 otras prefecturas al mediodía del 24 de julio de 2011, con excepción de las prefecturas 3 restantes que fueron destruidas o gravemente dañadas el 11 de marzo de 2011 debido al desastre de Tohoku provocado por el terremoto grado 9 y posterior tsunami y sus accidentes nucleares relacionados, que se detuvo la transmisión analógica al mediodía del 31 de marzo de 2012. Todas las estaciones de televisión japonesa fueron requeridas a transmitir un aviso como la transición entre las señales analógicas y digitales entre el mediodía y la medianoche en el día del apagón.

- Portugal: (26 de abril de 2012).

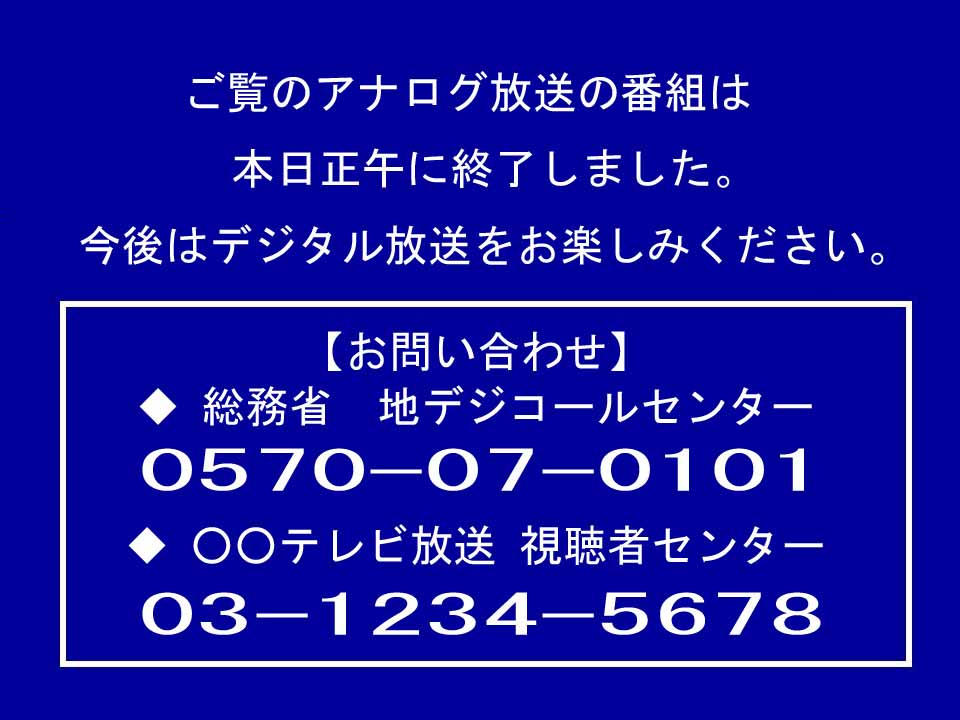
Rótulo de aviso mostrado en las emisiones de televisión analógica de Japón después de la cesación de la programación habitual en la señal analógica y antes del apagón de señal analógica.

- Kenia: (junio de 2012). Se inició el transmisor digital el  9 de diciembre de 2009.[53]
- República Checa: (30 de junio de 2012). El apagón se realizó en junio.
- Taiwán: (30 de junio de 2012). Las primeras emisiones analógicas empezaron en los años 60. La televisión digital fue introducida en 2004 a nivel terrestre con el estándar DVB-T2, siendo la que sustituiría a la analógica en 2012.[54][55]
- Italia: (4 de julio de 2012). En el país, cada seis meses se llevará a cabo el apagón en una o más regiones. La isla de Cerdeña ha sido la primera en apagarse. El apagón fue completado en julio de 2012.
- Reino Unido: (24 de octubre de 2012). El primer apagón analógico se produjo en la ciudad de Whitehaven, en el condado de Cumbria, el  17 de octubre de 2007[56] El país se completó el apagón en octubre de 2012, con la terminación de transmisiones analógicos en Irlanda del Norte.
- Irlanda: (24 de octubre de 2012). Se completó al mismo tiempo come el Reino Unido.
- Lituania: (29 de octubre de 2012).
- Corea del Sur: (26 de diciembre de 2012).
- Eslovaquia: (31 de diciembre de 2012).
- Macedonia del Norte: (1 de junio de 2013).
- Polonia: (23 de julio de 2013). El cambio a digital se inició en septiembre de 2009.
- Bulgaria: (30 de septiembre de 2013).
- Hungría: (31 de octubre de 2013).
- Nueva Zelanda: (1 de diciembre de 2013).
- Sudáfrica: (1 de diciembre de 2013). En noviembre de 2008 comenzó el apagón por la Copa Mundial de Fútbol de 2010. Estaba previsto para el año 2016. Sin embargo, la transición se completó el  1 de diciembre de 2013.
- Australia: El apagón analógico estaba previsto inicialmente para el 31 de diciembre de 2013. Sin embargo, el plan se ha hecho tres semanas antes. La transición terminó el 10 de diciembre de 2013 después de haber tomado más de tres años de la transición.
- Azerbaiyán: Comenzó del apagón analógico el  17 de octubre de 2010, y se completó en 2015.
- China: Se completo el apagón en 2015.[57]
- Hong Kong: 2012.[58]
- República Dominicana:En agosto de 2010, mediante el decreto 407-10 del poder ejecutivo, se decidió adoptar el estándar estadounidense ATSC con fecha de aplicación a partir de agosto de 2015.[59] Sin embargo, ante la imposibilidad de satisfacer la fecha planteada inicialmente, la transición fue aplazada hasta el 9 de agosto de 2021 por el decreto 294-15.[60] El 7 de octubre de 2020 el anterior decreto fue derogado por un nuevo decreto, el 539-20, en el que se establece que el INDOTEL diseñará una hoja de ruta para culminar la implementación de la televisión digital antes de que termine el 2022.[61][62] La fecha fue nuevamente aplazada por el decreto 437-22, estableciendo que el apagón analógico se dará el 31 de julio de 2023 a las 23:59, y el 30 de noviembre también a las 23:59 se realizará el encendido digital.[63]
- Grecia: Las transmisiones terrestres análogas se terminaron el  6 de febrero de 2015.[64][65][66].
- Serbia: El apagón analógico empezó en septiembre de 2014, y se completó el  7 de junio de 2015.
- Montenegro: (7 de junio de 2015).
- Albania: (7 de junio de 2015).
- Georgia: (1 de julio de 2015). La compleción del apagón estaba proyectada por el  el 17 de julio de 2015, pero diferida a causa de inundaciones en Tiflis el noche del  13 de julio de 2015.
- Armenia: (10 de julio de 2015).
- México: El apagón analógico se dio el  31 de diciembre de 2015.[67] Sin embargo, en un principio estaba contemplado para el 31 de diciembre de 2016.[68] Tijuana fue la primera ciudad que dio el apagón analógico el 28 de mayo de 2013. Sin embargo, el Pleno de la Comisión Federal de Telecomunicaciones (en votación 4:1) aceptó echar para atrás el apagón analógico debido a las posibles afectaciones a las campañas electorales con motivo de las elecciones locales que tendrán lugar en el estado (ambos eventos conocidos con suficiente antelación para haber podido prevenirlos), retrasando así el ineludible proceso.[69] En cualquier caso, la transición a la TDT (Televisión Digital Terrestre) el 17 de diciembre de 2015 se realizó con anticipación en la Ciudad de México y Estado de México y en su totalidad en todo el país se llevó a cabo el 31 de diciembre de 2015, a las 12:00 a. m. México es el primer país de Latinoamérica en lograr el apagón analógico.
- Costa Rica: Empezó en septiembre del 2011 y tenía previsto completarla el 15 de diciembre de 2017, pero se aplazó a 2019 por un decreto.[70] El 14 de agosto de 2019 se completó el apagón analógico en las zonas cubiertas por el volcán Irazú[8] y la transición en el resto del país fue pospuesta hasta mediados de 2021 por la pandemia de COVID-19.[15] Finalmente todas las señales analógicas se apagaron en 2023.
- Chile: Con la adopción de la norma japonesa en 2009, y la promulgación de la Ley de Televisión Digital el 22 de mayo de 2014, el sistema para simulcast analógico programó  inicialmente el apagón para abril de 2020. Sin embargo, a solicitud de los canales de televisión abierta, en 2019 el gobierno postergó la fecha del apagón fijandola originalmente para el día 15 de abril de 2024.[26] Sin embargo, desde el 13 de marzo de 2024 comenzó de manera oficial con el apagón analógico desde las regiones de Arica Parinacota, Tarapacá, Aysén y Magallanes[71] hasta el 8 de abril cuando se finalizó las emisiones en las regiones de Valparaíso y Metropolitana de Santiago; dando por finalizado más de 66 años de transmisiones analógicas en el territorio chileno.[72]

#### Transición en progreso
- Argentina: Las transmisiones digitales de la TDA empezaron el 7 de septiembre de 2008 en Buenos Aires. El apagón se debería haber completado para el 1 de septiembre de 2019 pero se postergó para el 30 de junio de 2025, y luego volvió a postergarse para el 30 de junio de 2026.[73][74][75]
- Bolivia: Se inició el  20 de julio de 2010, se esperó iniciarlo cuando el 85 % de los hogares esté en condiciones de recibir la señal digital.
- Brasil: Las primeras transmisiones digitales empezaron el 2 de diciembre de 2007 en São Paulo, y el apagón analógico empezó el 29 de junio del 2016; la fecha final del apagón estaba prevista para el año 2023, pero se postergó hasta el año 2025.
- Camboya: Empezó el apagón analógico el junio de 2010 en Nom Pen, pero completó en 2024.
- Colombia: El apagón analógico oficialmente se inició el 31 de diciembre de 2022,[76] y su conclusión se dará en 2026.[28] Previamente se había previsto que la transición estuviese completa en 2022,[77] y 2019,[78] la última siendo la fecha límite para concluir el apagón fijada originalmente cuando el país empezó a adoptar la televisión digital.[79] No hubo fecha fijada para concluir el apagón entre 2022 y 2023.[76] Sin embargo, en Villa De Leyva, Boyacá, ya se concluyó el apagón análogo.
- Estados Unidos: El apagón analógico terminó en la medianoche del 12 al  13 de junio de 2009, debido a que la próxima subasta de espectro podría desplazar a un número significativo de LPTV y TV Estaciones de traductores ("y requerirían") que las estaciones analógicas incurrieran en los costos de la transición a digital antes de completar el proceso de subasta y reempaque ", hasta el 13 de julio de 2021.
- Canadá: (1 de agosto de 2012). La televisión analógica dejará de transmitir en todo el país el  31 de agosto de 2011, mientras finalizó también la transición en analógico el  1 de agosto de 2012.
- Ecuador: Con la adopción de la norma japonesa en 2010, comenzaron 7 años de transición, inicialmente estaba previsto para 2016, luego se trasladó a 2017 y después se anunció que demoraría un año más. El nuevo cronograma ahora establece que se hará por etapas desde mayo de 2020 hasta diciembre de 2023. De acuerdo al plan para la transición a la televisión digital ordenado por el Ministerio de Telecomunicaciones de Ecuador se fijó el inicio de transición se hará progresivamente: en Quito y alrededores empezará en mayo de 2020; en julio de ese mismo año, se sumará Guayaquil y sus alrededores. En julio de 2022 se apagará la señal análoga para los hogares de las ciudades con entre 1 millón y 200 000 habitantes. Finalmente, las ciudades con menos de 200 000 habitantes, hasta diciembre de 2023.[80][81][82][83][84] Por la emergencia sanitaria de la COVID-19 la televisión analógica se sigue transmitiendo. Sin embargo, debido a razones técnicas y logísticas, el apagón analógico fue aplazado para el 31 de diciembre del 2023.

Actualización: La primera fase del apagón analógico iniciará el 31 de diciembre del 2021.
- El Salvador: Empezó el apagón el 21 de diciembre de 2018 y se propone completar el apagón analógico a más tardar el 1 de diciembre de 2024.[30]
- Filipinas: El apagón analógico está previsto para el  31 de diciembre de 2015.
- Guatemala: En junio de 2013 se anunció por parte del gobierno que se utilizaría el estándar ISDB-T por medio del Acuerdo Gubernativo 226-2013, en ese momento se anunció un plan para realizar el apagón progresivamente en dos años para finalizarlo en el año 2015, el plan no se cumplió y no fue mencionado más.[85] En marzo de 2017 la Superintendencia de Telecomunicaciones retomó el tema y se comentó que tenía previsto el apagón analógico para dentro de cinco años, en junio de 2022.[86] Para ello el Ministerio de Comunicaciones debía aprobar un acuerdo que daría lugar a la implementación de la TDT en Guatemala, sin embargo nunca fue publicado.[87] En la actualidad no se ha mencionado fecha alguna para realizarlo.
- India: Completó el apagón analógico en 2017.
- Indonesia: El apagón analógico estuvo previsto para 2018.
- Laos: El apagón analógico comenzó en el año 2010, pero se completará en el año 2042.
- Malasia: El ministerio de información tenía previsto cerrar el país de sistema de televisión analógica en fases a partir de 2012 y se puso a convertir a la televisión en 2015.
- Panamá: Se eligió el estándar DVB-T durante el año 2008. Se inició la transición digital durante el 2010, y el apagón analógico el 1 de junio del 2021.
- Paraguay: Estaba previsto anteriormente el apagón analógico en Paraguay para el 2024, luego se intentó adelantarlo al 30 de diciembre de 2021.[88] La inauguración de la TDT en este país se realizó el día 15 de agosto del 2011 por parte de la teledifusora estatal "TV Pública Paraguay" (Paraguay TV en la actualidad), cuyo alcance inicial fue de aproximadamente 25 kilómetros a la redonda partiendo desde el microcentro de la ciudad de Asunción, proyectándose un crecimiento para todo el país. El 21 de julio del 2021, la CONATEL junto con representantes de todos los canales abiertos presentaron el calendario definitivo de transición, que dará inicio el 31 de diciembre del mismo año con el encendido digital a la potencia definida por el ente regulador.[89] El apagón analógico comenzará de forma oficial el 7 de julio del 2023 en Asunción y los departamentos de Central, Cordillera y en algunas ciudades de Paraguarí, Presidente Hayes y Ñeembucú. Dicha transición culminaría en el año 2026.
- Perú: Las primeras transmisiones comenzaron en 2007 usando la norma ATSC. En 2009, el Estado eligió la norma ISDB-T/SBTVD. La transición comenzó oficialmente el  30 de marzo de 2010 en la ciudad de Lima. La finalización de las transmisiones analógicas se tiene prevista para empezar en 2022, e iba a ser de forma estructurada: cada zona del país se encontraba dividida en áreas en donde el apagón se aplicaría gradualmente. Sin embargo, el Gobierno ha aplazado cada año la implementación de este plan puesto a que las condiciones para realizarla aún no eran óptimas. En 2024, el Estado confirmó que Lima y Callao tendrán el apagón definitivo en diciembre de ese año.[90]
- Rumania: El apagón analógico se completó el  1 de enero de 2012.
- Singapur: Los planes para completar a la redifusión digital en la línea de la ASEAN se comprometió para la transición a la radiodifusión digital entre 2015 y 2020. Cuando la conversión se haya completado, las señales analógicas se habrán eliminado y todos los canales de Mediacorp de televisión libre serán trasmitido totalmente en formato digital.
- Tailandia: El apagón comenzó en 2013 y se completó en 2017.
- Ucrania: La fecha anunciada por el gobierno para completar el apagón es el 17 de julio de 2015.
- Uruguay: El Gobierno fija como fecha para comenzar el cese de las emisiones analógicas para el 21 de noviembre de 2015 y culminarlo en la misma fecha de 2020. Tras un fallo del Tribunal Contencioso Administrativo (TCA) a favor de Cablevisión (Grupo Clarín), se mantiene solamente el concepto "encendido digital".[45]
- Venezuela: La fecha final de la señal analógica en Venezuela, de acuerdo con la CONATEL, es el 1 de enero de 2020[91] pero debido al poco mantenimiento de las instalaciones de retransmisión y la falta de cobertura, no se ha llevado a cabo el apagón analógico para la fecha prevista y el avance de ampliación de la cobertura se ha ausentado en el país.
- Vietnam: En 2009 ha comenzado transición en Vietnam norte y terminará en el año 2020, pero la parte sur de Vietnam no han comenzado todavía y aún no previsto de iniciar.
- Honduras: En julio de 2019, solamente han hecho la transición 7 señales analógicas al sistema ISDB-T, cabe señalar que la empresa privada y el gobierno de la república no le interesa realizar el apagón analógico. Se tiene previsto realizar la transición el 1 de enero del año 2020.
- Guinea Ecuatorial: Para la materialización de este proyecto, el gobierno de la república suscribió un contrato con la empresa Wayang Teknical, el día 29 de septiembre del 2017 para la implementación de la TDT en la República de Guinea Ecuatorial.

## Incertidumbres
- Conforme se extiende entre la población la televisión por cable o de pago, los canales locales de televisión quedan en desventaja en cobertura; el apagón es un motivo para forzar a esos canales a que se actualicen para emitir TDT; además, con el fin de las señales analógicas, se libera ancho de banda utilizable para ser empleado por más canales de TV.
- La inexistencia de un amplio parque de aparatos capaces de recibir y procesar la señal TDT hace que las fechas previstas para llevar a cabo dicho apagón queden en entredicho. La comercialización de sintonizadores externos, en lugar de la inclusión de estos en los receptores y grabadores de TV, ha creado una incertidumbre sobre la viabilidad de los plazos arriba indicados.
- Por una parte, el número de receptores (o demás aparatos como grabadoras, que incorporan un antiguo sintonizador analógico) que existe en cada hogar es normalmente de más de uno y cada uno de ellos requiere su propio sintonizador digital. Por otra parte, también está la imposibilidad de que el sintonizador externo pueda ser comandado por el grabador. Todo ello ha dado como resultado el que no se haya extendido, como hubiera sido deseable, el parque de receptores (o sintonizadores externos) de TDT.

La obligación de la suspensión de las emisiones analógicas queda en entredicho debido al riesgo de una pérdida relevante en el número de telespectadores, pérdida que puede influir en las cadenas comerciales que basan sus ingresos en la publicidad y en la audiencia.

## Repercusiones económicas
- Las repercusiones económicas son muy elevadas. Los principales agentes involucrados en la transición a la TDT son los fabricantes de sintonizadores, televisores y antenas, productores de contenido, radiodifusores, operadores de red, instaladores, administradores de finca y por supuesto los espectadores.
- Los fabricantes son los que más ganan, pues la obligatoriedad de adaptarse a la TDT requiere que se cambien todos los equipos, tanto caseros, profesionales como infraestructurales. Así pues, desde las primeras emisiones en digital, las ventas de dichas empresas no han dejado de subir.
- Paralelamente han aparecido empresas de instalación y mantenimiento de las nuevas infraestructuras.
- Los productores de contenido se tienen que adaptar a un nuevo mercado mucho más competitivo para conseguir captar una audiencia cada vez más diversificada ante el incremento de la oferta. Esto a su vez beneficiará a los espectadores con más contenidos televisivos.
- La aparición de canales temáticos favorece la entrada de nuevos agentes publicitarios especializados en nichos de mercado mucho más homogéneos.
- Las cadenas generalistas privadas han perdido audiencia en favor de los canales temáticos, hecho que ha repercutido en importantes pérdidas bursátiles.
- La emisión de televisiones locales pueden peligrar al no poder hacer frente a la competencia de tantos canales nuevos, lo que se conoce como burbuja audiovisual. Además muchas de ellas están en régimen de ilegalidad con futuro incierto. Por otra parte, se obligó a emitir en digital a las televisiones locales mucho antes que las estatales.
- Los operadores de red también ganan pues con las nuevas redes troncales pueden ofrecer servicios de más calidad y les da flexibilidad para la difusión selectiva. Además tienen ventaja respecto de los operadores de cable o satélite pues conocen mejor los mercados locales y el sistema es mucho más portable y barato para los espectadores.

## Liberalización del espectro
Uno de los motivos por el cual se eligió pasar a la televisión digital es la futura disponibilidad del ancho de banda que actualmente se usa para emisiones analógicas. En consecuencia multitud de sectores están interesados en adquirir parte del dividendo digital, entre ellos los operadores de telecomunicaciones móviles, proveedores de acceso a la banda ancha en zonas rurales, cadenas de televisión, etc.
Esta parte del espectro sería útil a los operadores de telecomunicaciones por dos motivos. A estas frecuencias se puede dar más cobertura y la penetración en interiores de edificios es mejor, de forma que se precisan menos antenas y por lo tanto menor inversión. Por otra parte con más ancho de banda se pueden ofrecer servicios de datos de cuarta generación como televisión de movilidad o el acceso a la banda ancha.
Para 2015, los gobiernos tenían pensado utilizar los canales 60-69 para las comunicaciones móviles (banda ancha, 4G, WiMax,...) dejando del 60 hacia abajo los canales para la TDT. Todo ello supuso una nueva organización del espectro en los años siguientes al apagón.

### HDTV
Otro de los motivos para dar el salto a la TDT es la posible transmisión de televisión de mayor contenido en alta definición (HDTV) y Ultra alta definición, la evolución de Internet y la creación de mayor contenido en televisores inteligentes.

## Radio
La radio también va a sufrir un apagón analógico, muchos países piensan darle fin a las frecuencias FM/AM y sustituirlas por señales digitales que hagan mejor uso del espectro, permitiendo una mayor oferta de canales (Aunque en el sistema HD Radio de Radio digital se aprovechan las frecuencias y amplitudes moduladas existentes para expandir las características de los receptores para recibir mayor cantidad de información e interactividad resultando en una conversión más económica que otros competidores en estándares, pero esto resulta en posibles interferencias sobre la transmisión tradicional). 
- 2017:  Noruega[92] Radios FM nacionales solamente, locales pueden seguir transmitiendo.
- 2023:  Dinamarca (posible para FM)[93][94]
- 2024:  Suiza[95] Se habla ya del 2031 [96]
- 2029:  Alemania (posible para FM)[97]